# Wild Hearts (nummer)
"Wild Hearts" is een nummer van de Nederlandse band DI-RECT. Het nummer verscheen op hun gelijknamige album uit 2020. Op 5 februari 2021 werd het nummer uitgebracht als de derde single van het album.

## Achtergrond
"Wild Hearts" is geschreven door de band in samenwerking met Guus van der Steen en geproduceerd door de band en Niels Zuiderhoek. Hoewel het nummer geen grote hit werd - het kwam niet in de Nederlandse Top 40 terecht en bleef steken op de elfde plaats in de Tipparade - werd het goed ontvangen door het publiek en door critici. Zo werd het door NPO Radio 2 uitgeroepen tot TopSong, en kwam het bij dit radiostation aan het eind van dat jaar de Top 2000 binnen op plaats 1775. De videoclip van het nummer werd opgenomen tijdens een livestreamconcert in de Electriciteitsfabriek in Den Haag, waar de band optrad ter gelegenheid van hun twintigjarig bestaan.

## NPO Radio 2 Top 2000
| Nummer met noteringen in de NPO Radio 2 Top 2000 | '21  | '22  |
| ------------------------------------------------ | ---- | ---- |
| Wild Hearts                                      | 1775 | 1663 |

1. ↑  Een vetgedrukt getal geeft de hoogste notering aan.
2. ↑  2021 was het eerste jaar met een notering voor dit nummer.
3. ↑  Deze tabel is bijgewerkt tot en met de laatste editie (2024).